# Corethrella wirthi
Corethrella wirthi is een muggensoort uit de familie van de Corethrellidae. De wetenschappelijke naam van de soort is voor het eerst geldig gepubliceerd in 1968 door Stone.